# Tp 62 (魚雷)
Tp 62は、スウェーデンで開発された長魚雷。輸出名称はT2000(Torped 2000)となっている。

## 概要
Tp 613の後継として、ボフォースなどにより1980年代末より開発検討が開始された。1991年に2億スウェーデン・クローナの予算でもって、本格開発が開始となり、1990年代中頃の開発完了予定であった。開発は遅延し、スウェーデン国防装備本部 (Försvarets materielverk, FMV)に納入されたのは2001年のことであった。スウェーデン軍への引き渡しは2004年であり、スウェーデン海軍への公式な引き渡しは2010年となった。
アクティブ・パッシブソナーを備え、有線誘導も可能となっている。
スウェーデン海軍では、潜水艦に搭載されており、2012年からは性能向上型の開発も開始されている。

## 要目
- 胴体直径：533mm
- 全長：5,990mm
- 重量：1,400kg
- 弾頭：高性能炸薬
- 機関：過酸化水素及びアルコールを燃料とするピストンエンジン・ポンプジェット推進
- 速度：40kt
- 射程：40km